# Miobantia
Miobantia es un género de mantis (insecto del orden Mantodea) de la familia Thespidae. 

## Especies
Contiene las siguientes especies:
- Miobantia aptera
- Miobantia ciliata
- Miobantia dilata[2]
- Miobantia fuscata
- Miobantia nebulosa
- Miobantia phryganea
- Miobantia rustica